# دومينيك سالفاتوري غينتايل
دومينيك سالفاتوري غينتايل (بالإنجليزية: Dominic Salvatore Gentile)‏ هو طيار وضابط أمريكي، ولد في 6 ديسمبر 1920 في بيكوا في الولايات المتحدة، وتوفي في 28 يناير 1951 في فورستفيل في الولايات المتحدة.